# 虻眼
虻眼（学名：Dopatrium junceum），即虻眼草，为玄参科虻眼属下的一个种，是一種水生的一年生草本植物，莖直立、葉對生，開淺玫瑰色或淺紫色小花。